# Mikałaj Biekisz
Mikałaj Iosifawicz Biekisz (biał. Мікалай Іосіфавіч Бекіш, ros. Николай Иосифович Бекиш, Nikołaj Iosifowicz Biekisz; ur. 25 maja 1955 w Borysowie w obwodzie grodzieńskim) – białoruski ekonomista i polityk, deputowany do Rady Najwyższej Republiki Białorusi XIII kadencji, w latach 1996–2000 deputowany do Izby Reprezentantów Zgromadzenia Narodowego Republiki Białorusi I kadencji.

## Życiorys

### Młodość i praca
Urodził się 25 maja 1955 roku we wsi Borysowo, w rejonie szczuczyńskim obwodu grodzieńskiego Białoruskiej SRR, ZSRR. W 1992 roku ukończył Wszechzwiązkowy Zaoczny Instytut Przemysłu Spożywczego, uzyskując wykształcenie ekonomisty organizatora produkcji artykułów spożywczych. W latach 1972–1979 pracował jako spawacz gazowy, kierowca w Szczuczyńskim Zjednoczeniu Międzykołchozowym. W latach 1979–1983 był kierowcą autobusu, mistrzem remontowym, zastępcą głównego inżyniera Szczuczyńskiej Kolumny Transportowej Nr 12. W latach 1983–1986 pełnił funkcję starszego inżyniera, dyrektora Szczuczyńskiego Przedsiębiorstwa Skupu Zboża. W 1995 roku był ponownie dyrektorem tego przedsiębiorstwa i członkiem Partii Agrarnej.

### Działalność parlamentarna
W drugiej turze wyborów parlamentarnych 28 maja 1995 roku został wybrany na deputowanego do Rady Najwyższej Republiki Białorusi XIII kadencji ze Szczuczyńskiego Okręgu Wyborczego Nr 144. 9 stycznia 1996 roku został zaprzysiężony na deputowanego. Od 23 stycznia pełnił w Radzie Najwyższej funkcję członka, a potem zastępcy przewodniczącego Stałej Komisji ds. Przemysłu, Transportu, Budownictwa, Energetyki, Handlu i Innych Usług dla Ludności, Łączności i Informatyki. Należał do frakcji agrariuszy. 1 kwietnia został członkiem stałej delegacji Rady do Zgromadzenia Parlamentarnego OBWE. Od 21 czerwca był członkiem delegacji Rady do Zgromadzenia Parlamentarnego Stowarzyszenia Białorusi i Rosji. Poparł dokonaną przez prezydenta Alaksandra Łukaszenkę kontrowersyjną i częściowo nieuznaną międzynarodowo zmianę konstytucji. 27 listopada 1996 roku przestał uczestniczyć w pracach Rady Najwyższej i wszedł w skład utworzonej przez prezydenta Izby Reprezentantów Zgromadzenia Narodowego Republiki Białorusi I kadencji. Pełnił w niej funkcję zastępcy przewodniczącego Komisji Ekonomii. Zgodnie z Konstytucją Białorusi z 1994 roku jego mandat deputowanego do Rady Najwyższej zakończył się 9 stycznia 2001 roku; kolejne wybory do tego organu jednak nigdy się nie odbyły.

## Życie prywatne
Mikałaj Biekisz jest żonaty. W 1995 roku mieszkał w Szczuczynie w obwodzie grodzieńskim.